# It Won't Be Long (The Beatles)
It Won't Be Long è un brano musicale dei Beatles, contenuto nell'album With the Beatles del 1963.
È accreditato alla coppia Lennon/McCartney, anche se è prevalentemente scritta dal solo Lennon, mentre McCartney ha contribuito nel testo e nell'arrangiamento.

## Composizione
Il brano inizia con il coro di McCartney, Lennon e Harrison che cantano "It Won't Be Long, yeah (acuto), yeah (basso), yeah (acuto), yeah (basso)", cosa ripetuta anche nel brano (uscito come singolo dopo l'uscita dell'album) She Loves You.

## Registrazione
La canzone è stata registrata il 30 luglio 1963, in due sessioni. Nella prima sessione, di mattina, sono stati registrati 10 nastri. Nella seconda sessione sono stati registrati 7 nastri. Il nastro finale, è una composizione dei nastri 17 e 21.Il produttore è stato George Martin.
Non è mai stata suonata in pubblico.

## Formazione
- John Lennon - voce raddoppiata, chitarra ritmica
- Paul McCartney - voce, basso
- George Harrison - voce, chitarra
- Ringo Starr - percussioni

## Cover
- Nel film Across the Universe è suonata da Evan Rachel Wood
- È stata suonata dai Franz Ferdinand in un arrangiamento Indie Rock.